# Joseph Béranger
Joseph Béranger (1802 – Marsiglia, 1870) è stato un inventore e imprenditore francese, proprietario di una fabbrica di strumenti di pesatura, noto per un cambiamento radicale nel progetto della bilancia Roberval.

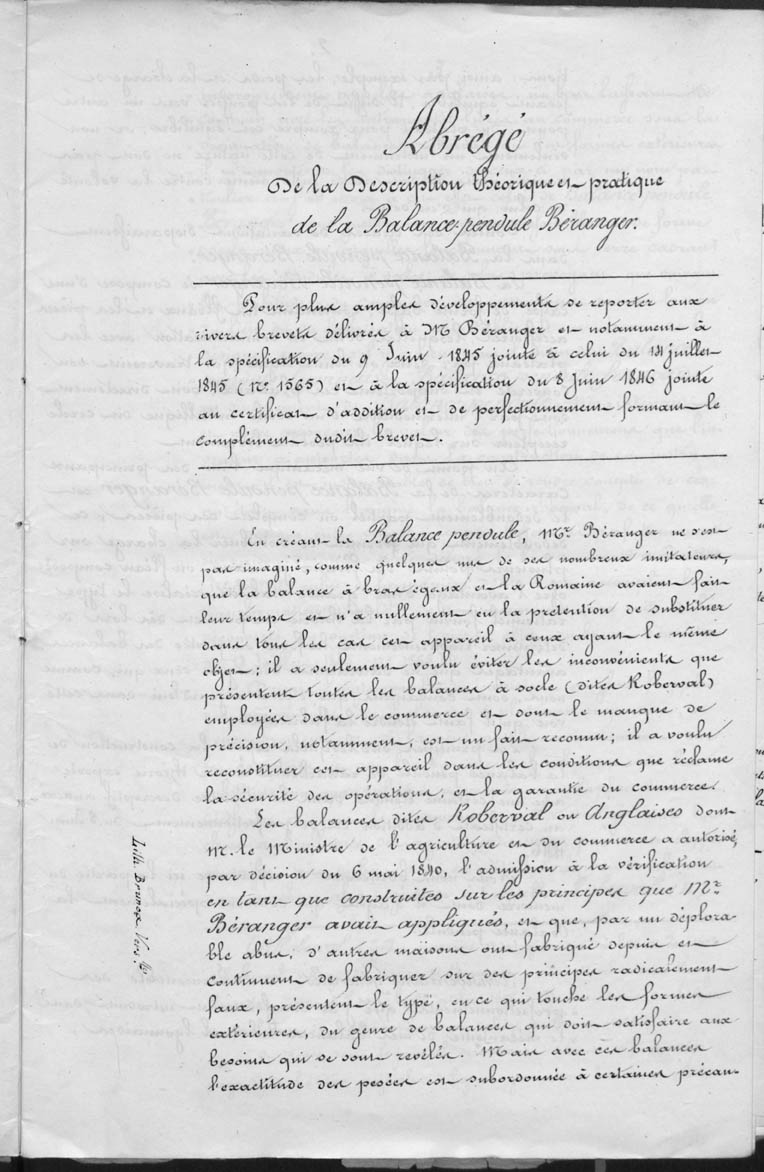
Notice abrégée sur le nouvel instrument de pesage, 1847

Nel 1827 costituì una società con Mercier, la Mercier et Béranger. Nel 1834 l'impresa assunse il nome di Béranger et Cie; dal 1857 la società fu gestita dal genero Catenot e l'azienda prese il nome di Catenot-Béranger et Cie.
Nel 1847 Beranger propose di migliorare il dispositivo del suo predecessore, Gilles de Roberval, con leve ausiliarie al posto dei montanti sotto il doppio bilanciere principale. Grazie a ciò è stato possibile ridurre l'azione delle forze esterne e delle forze di attrito e, pertanto, aumentare la sensibilità del dispositivo. La domanda di brevetto venne depositata nel 1847 e il brevetto stesso fu concesso nel 1949. Un progetto innovativo di bilance con scodelle sopra il sistema a bilanciere venne introdotto nella produzione di massa solo all'inizio del XX secolo. Per molto tempo, le bilance di Beranger erano presenti sui banchi di molti negozi.

## Opere
- (FR) Notice abrégée sur le nouvel instrument de pesage, Versailles, Brunox, 1847.